# Ticonectria
Ticonectria — рід грибів родини Nectriaceae. Назва вперше опублікована 1998 року.

## Класифікація
До роду Ticonectria відносять 3 види:
- Ticonectria capta
- Ticonectria perianthii
- Ticonectria testudinea